# タターサルシファカ
タターサルシファカ (Propithecus tattersalli) は、哺乳綱霊長目インドリ科シファカ属に分類される霊長類。

## 分布
マダガスカル北東部（ロキ川とマナンバト川の間にある地域）

## 形態
頭胴長（体長）45 - 47センチメートル。尾長42 - 47センチメートル。体重3.5キログラム。体色はクリーム色がかった白で、頭頂部から肩・前腕部にかけては橙色。

## 生態
落葉樹林や半常緑樹林に生息する。昼行性。3 - 10頭（平均5頭）の、2頭ずつの雌雄の成獣が含まれる群れを形成し生活する。6 - 10ヘクタールの行動圏内を、1日に400 - 1,200メートルを移動しながら食物を探す。
植物の葉、花、果実、種子などを食べる。
繁殖様式は胎生。1月下旬に交尾し、妊娠期間は約150日。群れ内の2頭のメスのうち1頭のみが繁殖し、6月下旬に幼獣を産む。授乳期間は5 - 6か月。

## 人間との関わり
生息地では食用とされる事もある。
森林伐採や木材採取・薪の採取・焼畑農業や火入れ・金の採掘などが原因の生息地の破壊などにより生息数は減少している。食用の狩猟によっても、生息数は減少している。生息地では本種の狩猟はタブーとされているというが、採掘のための移民によりタブーが破られていることが懸念されている。一部個体群では約60 %の個体からミクロフィラリアが発見された例もあり、象皮病などの感染症による影響も懸念されている。1975年のワシントン条約発効時から、インドリ科単位でワシントン条約附属書Iに掲載されている。